# Partido Republicano de Orden Social
El Partido Republicano de Orden Social (en portugués: Partido Republicano da Ordem Social, PROS) fue un partido político de Brasil fundado el 4 de enero de 2010, pero obtuvo su registro definitivo por el TSE el 24 de septiembre de 2013. Su número electoral fue el 90 y sus colores eran el azul y el naranja. El actual presidente del PROS es Eurípides de Macedo Júnior. A principios de octubre de 2013 se anunció que el entonces gobernador de Ceará, Cid Gomes y su hermano, Ciro Gomes, se unieron al nuevo partido, pero dejaron el partido en 2015.
En las elecciones de 2014, el PROS compuso la coalición "Con La Fuerza del Pueblo", que reeligió a la presidenta Dilma Rousseff y en la mayoría de los estados apoyó a candidatos a gobernador cuyos partidos nacionalmente eran de la base del entonces gobierno federal. El 14 de febrero de 2023, el partido se unificó con la coalición Solidaridad.

## Ideología
Tiene como una de sus banderas la Reforma tributaria, el principal objetivo del partido es el de disminuir impuestos sin afectar la capacidad de actuación del Estado.
Un diputado del partido propuso la prohibición de aplicaciones de tránsito que notificasen embotellamiento, como la aplicación Waze.

## Elecciones de 2014
Las primeras elecciones del PROS fueron las elecciones generales de 2014, en las que se votó el presidente de la república, los gobernadores, los senadores, los diputados federales y los diputados estatales. En la votación para presidente y vicepresidente, el PROS apoyó la reelección de Dilma Rousseff (PT) y Michel Temer (PMDB), respectivamente. En la primera vuelta, la llamada Coalición con la Fuerza del Pueblo fue formada también por el PSD, el PP, el PR, el PRB, el PDT y el PCdoB, totalizando 9 partidos.
En las elecciones estatales, el PROS lanzó pocos candidatos a gobernadores, senadores (y suplentes), pues en casi todos los estados formó parte de coaliciones grandes, en que los partidos negocian entre sí los cargos de la fórmula. El PROS sólo salió solo (chapa pura) en el estado de Paraíba, pero allá casi no disputó el cargo de senador, pues la candidata y sus suplentes (Leila Fonseca, Zinho y Hélder Vieira) fueron rechazados por el TSE por problemas en las documentaciones (regularizadas tras sustitución hecha por el partido - Lindinalva Farias entró en el lugar de Hélder Vieira). Sin embargo, los candidatos a gobernador y la vice en Paraíba (Major Fábio y Olavo Filho) tuvieron sus candidaturas aceptadas y participaron normalmente de la disputa. En los otros estados, no todos los candidatos del PROS a esos cargos ya tuvieron sus candidaturas evaluadas por el TSE, pero la mayoría fue aceptada. En Amapá, la candidata del PROS a 1a suplente al senado (Cleidineide Batista) renunció. En total, el PROS tuvo 3 candidatos para cada uno de estos cargos (gobernador, vice, senador, suplentes 1 y 2) que o ya habían sido concedidos o que han sido evaluados.
A pesar de tener pocos candidatos a gobernador por la propia sigla, el PROS estaba en todas las 27 unidades federativas apoyando a algún candidato al cargo. La mayoría de estos candidatos (21) eran de partidos que apoyaron la candidatura de Dilma Rousseff, siendo ocho del PT (Acre, Ceará, DF, MG, MS, MT, PI y RS), seis del PMDB (AL, ES, PA, RN, SE y SP), dos del PR (RJ y RO), uno del PSD (SC), uno del PCdoB (MA) y tres del propio PROS (AM, PB y TO). El PROS apoyó también a cuatro candidatos de partidos que, nacionalmente, sostenían la candidatura de Aécio Neves (PSDB) a la presidencia: dos del PSDB (GO y PR) uno del PTdoB (AP) y uno de DEM (BA). Los otros dos candidatos a gobernadores apoyados por el PROS, en Pernambuco y en Roraima, eran del PSB (de la excandidata a la presidenta Marina Silva).
En esa elección, del partido fueron elegidos los diputados federales Rafael Motta (RN), Givaldo Carimbão (AL), Ronaldo Fonseca (DF), Valtenir Pereira (MT) y Domingos Neto (CE).

## Elecciones de 2018
En las elecciones parlamentarias, del partido fueron elegidos ocho diputados federales y el senador Eduardo Girão por Ceará. En el plano nacional, está vinculado con el PT y el PCdoB en la fórmula presidencial de Fernando Haddad y Manuela d'Ávila.
Once días después de la primera vuelta de las elecciones generales de 2018, el presidente y fundador del partido, Eurípides de Macedo Júnior, tuvo prisión preventiva decretada por la Policía Federal, en acción que apura desviaciones en la alcaldía de Marabá, en el estado de Pará. Eurípides no fue localizado por la policía y fue considerado prófugo.

## Participación del partido en las elecciones presidenciales
| Ano  | Imagen | Candidato a Presidente | Candidato a Vicepresidente | Coalición                                        | Votos      | %     | Posición |
| ---- | ------ | ---------------------- | -------------------------- | ------------------------------------------------ | ---------- | ----- | -------- |
| 2014 |        | Dilma Rousseff (PT)    | Michel Temer (PMDB)        | PT, PMDB, PSD, PP, PR, PROS, PDT, PCdoB y PRB    | 54 501 118 | 51,64 | 1ª       |
| 2018 |        | Fernando Haddad (PT)   | Manuela d'Ávila (PCdoB)    | PT, PROS y PCdoB                                 | 47 040 906 | 44,87 | 2º       |
| 2022 |        | Lula da Silva (PT)     | Geraldo Alckmin (PSB)      | PT, PCdoB, PV, PSB, SD, REDE, PSOL, Avante, PROS | 60 264 067 | 50,90 | 1°       |

## Presidentes Nacionales
| Foto | Nombre                     | Mandato | Mandato | Referencias |
| Foto | Nombre                     | Inicio  | Fin     | Referencias |
| ---- | -------------------------- | ------- | ------- | ----------- |
|      | Eurípedes de Macedo Júnior | 2013    | titular | [ 12 ]      |